# Astana Arena
A Astana Arena é um estádio de futebol localizado em Astana, a capital do Cazaquistão. Possui capacidade de 30.000 espectadores e um teto retrátil. É o estádio oficial da Seleção Cazaque de Futebol, sendo o segundo maior do país e construído entre 2006 e 2009 com um custo de aproximadamente 185 milhões de dólares. Aberto em 3 de julho de 2009, também é o estádio do FC Astana e do FC Bayterek, além de servir como o estádio da cerimônia de abertura dos Jogos Asiáticos de Inverno de 2011. A arena foi selecionada como um dos lugares de disputa da Campeonato Europeu de Futebol de 2020.